# SN 2005jv
SN 2005jv – supernowa typu Ia odkryta 28 października 2005 roku w galaktyce A024050+0059. W momencie odkrycia miała maksymalną jasność 22,80m.